# Världens härlighet
Världens härlighet är en bok av Artur Lundkvist utgiven 1975.
Den består av en samling prosadikter och andra texter under rubriken Gloria mundi, följd av Elegi för Pablo Neruda. Den senare är en lång elegisk diktsvit som har liknats vid en kommentar till Pablo Nerudas memoarer Jag bekänner att jag har levat. Minnen. I dikten uttrycker Lundkvist sin vänskap och beundran för Neruda, men riktar också kritik mot den chilenske poeten.
Litteraturvetaren Paul Lindblom har karakteriserat dikten som att den "är skriven av en stor poet om en stor poet, där den förre har kritikerns förmåga att blanda vänskap, beundran med avstånd och kritik men där det snabba och brutala slutet för Nerudas livsgärning ger det hela en särskild accent."
Elegi för Pablo Neruda / Elegía a Pablo Neruda utgavs 1981 i en tvåspråkig separat utgåva tillsammans med en spansk översättning av Francisco J. Uriz.